# 三雲岳斗
三雲岳斗（1970年8月31日—），日本小說家、輕小說作家。大分縣出身。於上智大學外國語學部英語學科畢業。
1998年，『Called Gehenna』獲得第5回電擊遊戲小說大獎（現稱電擊小說大獎）銀賞。
1999年，『M.G.H.』獲得第1回日本SF新人賞、『アース・リバース』獲得第5回Sneaker大賞特別賞。

## 作品列表

### 電撃文庫
- （Called Gehenna；暫譯：荒漠星球）
- （reberion）
- i.d.
- （暫譯：道士先生）
- 機巧魔神（Asura Crying；插畫：和狸 ナオ）（由東立代理）
- 噬血狂襲（STRIKE THE BLOOD；插畫：マニャ子）（由台灣角川、天闻角川代理）
- （插畫：朱シオ）

### 角川Sneaker文庫
- （暫譯：地球翻轉）
- 丹特麗安的書架（由台灣角川、天闻角川代理）

### 其他
- M.G.H. （徳間書店／徳間デュアル文庫）
- 海底密室（徳間デュアル文庫）
- 潛龍諜影：掌上行動（編劇）
- （徳間デュアル文庫）
- （双葉社／双葉文庫）
- （小学館／gagaga文庫，暫譯：絕對可愛CHILDREN·THE NOVELS～B.A.B.E.L.崩壞～）
- （双葉社）
- （光文社）
  - 代理：台灣大田出版社—舊宮殿；中國 新星出版社—古殿（十五世紀米蘭萊奧納多‧達‧芬奇的微笑）
- （光文社）

## 外部連結
- G-ACT BLOG[永久]（日語）
- がくやうら.net（日語）
- 三雲岳斗的X（前Twitter）（日語）